# Radalbuvir
Radalbuvir (INN, còn được gọi là GS-9669) là một loại thuốc chống vi-rút thử nghiệm để điều trị nhiễm vi-rút viêm gan C (HCV) do Gilead Science phát triển. Radalbuvir hoạt động như một chất ức chế NS5B. Nó hiện đang được thử nghiệm lâm sàng.